# Parfums Millot
 (novembre 2024).
L'article doit être relu — et modifié si nécessaire — par des contributeurs indépendants pour apporter un regard critique aux contributions effectuées en violation des conditions d'utilisation de Wikipédia, tant sur la forme (notamment concernant le style encyclopédique, la proportionnalité) que sur le fond (la neutralité de point de vue, la qualité et l'indépendance des sources).
Pour les articles homonymes, voir Millot.
Les parfums Millot ou F. Millot est une maison de parfum française.

## Historique
Le 1er janvier 1860, Félix Millot, (né en 1829 et mort en 1873), s'associe avec Guillaume Brunier, parfumeur-vinaigrier, rue Vivienne, à Paris. Il installe sa boutique de parfumerie et ses ateliers 91, rue du Faubourg-Saint-Martin, sous la raison sociale « Millot et Compagnie ». L'année suivante, il rompt cette association et crée, avec son épouse Louise Machinot, la société « F. Millot et Cie », qu'il fait parfois suivre de la mention « Brunier successeur ».
Propriétaire exclusif du « Rhum de toilette », il commercialise également, comme ses confrères, une pommade à la graisse d’ours, une autre à la moelle de bœuf, ainsi que des parfums, savons et eaux de toilette. En 1868, il dépose les marques « Servacome » et « Eau magique », pour un produit antipelliculaire et une teinture progressive pour les cheveux.
Félix meurt à l’âge de 40 ans et c’est Louise, son épouse, qui dirige la société. Elle dépose la marque « Irida » en 1874. Cinq ans plus tard, elle quitte la rue du Faubourg-Saint-Martin et ouvre une boutique 98, boulevard Sébastopol, dans le 3e arrondissement de Paris. En 1888, elle transfère ses ateliers 11, rue de Cormeille à Levallois-Perret.
En 1895, Louise Millot s’associe avec Henri Desprez, époux de sa petite-fille. La société, renommée « F.Millot & Desprez », devient le fournisseur officiel du Khédive d'Égypte. En 1899, Louise Millot cède sa place à Félix Dubois, son petit-fils. La société change de nom et devient « Société Desprez et Dubois ».

### Les années glorieuses
Pour l’Exposition universelle de 1900 à Paris, Henri Desprez et Félix Dubois font appel à Hector Guimard, architecte de l’Art nouveau, pour la création de leur stand, des écrins et flacons pour l’ Eau de Cologne Primiale, les parfums Kantirix, Primalis et Violi-violette, créés l’année précédente. Ils obtiennent une médaille d’or.
La raison sociale redevient la SA « Parfumerie Millot » en 1903. De 1923 à 1933, elle prend la dénomination d'« Arts d’hygiène et toilette », puis « Compagnie florale » jusqu’en 1946. Elle est alors renommée « Société Technique de Parfumerie F.MILLOT». Pendant toutes ces années, l’entreprise a utilisé la dénomination subsidiaire qui avait été retenue dès 1899, à savoir parfumerie « F.Millot».
Vers 1920, Jean Desprez, fils d’Henri Desprez, arrière-petit-fils des fondateurs, devient le "nez" de la société. L’une de ses créations, Crêpe de Chine, un chypre fleuri-aldéhydé sorti en 1925, deviendra le fleuron de la marque.
En 1934, la parfumerie F.MILLOT installe ses lignes de productions de parfums et cosmétiques, ainsi que ses laboratoires de recherche et toute sa logistique à Asnières, dans l’ancienne bonneterie de Gabrielle Chanel, il faut dire que cette usine est idéalement située, avec trois accès : avenue de Solférino, avenue Sainte Anne et rue Magenta en plus d'être à proximité immédiate de la gare de Bois-Colombes.
Jean Desprez quitte la parfumerie MILLOT et crée sa propre marque en 1939. Pierre Lecourt, puis Aimable Duhayon, deviennent les parfumeurs-créateurs de la marque.
Un nouvel agrandissement de l'usine est opéré au sortir de la guerre, puis un autre en 1955.

### Le rachat
- Entre 1963 et 1966, la parfumerie F.MILLOT est vendue à la Société des Parfums REVILLON » qui produira certains parfums F.Millot jusque vers 1980 avant d'en céder ses droits à L'Oréal[12].

La parfumerie F.MILLOT a déposé plus de 300 marques. Elle a également obtenu neuf récompenses aux Expositions universelles et coloniales, et fut distribuée dans le monde entier.
L’Osmothèque à Versailles, dépositaire des formules de Crêpe de Chine, Partner et L’Insolent, les a reconstitués pour les faire découvrir aux visiteurs lors de ses conférences.

## Liste non exhaustive de leurs parfums
- 1899 : Pierrette
- 1899 : Kantirix
- 1899 : Primalis
- 1899 : Primiale
- 1899 : Laetitia
- 1899 : Violi-violette
- 1905 : Verabella
- 1912 : Les Lauriers de l’Aigle
- 1923 : Bois Précieux
- 1925 : Crêpe de Chine à l'Osmothèque.
- 1931 : Récital
- 1933 : Altitude
- 1938 : Regard
- 1945 : Chère Madame
- 1947 : Insolent à l'Osmothèque.
- 1948 : Joyeuse Nuit
- 1949 : Revelry Joyeuse nuit
- 1959 : Cher Monsieur F. Millot
- 1959 : Partner à l'Osmothèque.
- 1959 : Ganteline